# CCC Tour-Grody Piastowskie
De Szlakiem Grodów Piastowskich is een meerdaagse wielerwedstrijd die sinds 1966 verreden wordt in Silezië, Polen.
In 2005 werd hij opgenomen in de UCI Europe Tour, eerst in categorie 2.2, sinds 2007 in 2.1.

## Lijst van winnaars

### Meervoudige winnaars
| Overwinningen | Renner             | Land  | Jaren            |
| ------------- | ------------------ | ----- | ---------------- |
| 3             | Zdzisław Wrona     | Polen | 1984, 1986, 1987 |
| 3             | Marek Rutkiewicz   | Polen | 2010, 2012, 2017 |
| 2             | Ryszard Szurkowski | Polen | 1978, 1981       |
| 2             | Czesław Rajch      | Polen | 1990, 1993       |
| 2             | Piotr Wadecki      | Polen | 1999, 2000       |
| 2             | Tomasz Kiendys     | Polen | 2006, 2007       |

### Overwinningen per land
| Overwinningen | Land                                   |
| ------------- | -------------------------------------- |
| 49            | Polen                                  |
| 2             | Sovjet-Unie                            |
| 1             | Kirgizië, Slovenië, Tsjechië, Oekraïne |